# 10-та паралель північної широти
10-та паралель північної широти — лінія широти, що лежить на 10 градусів північніше земної екваторіальної площини. Вона проходить через Африку, Індійський океан, Південну Азію, Південно-Східну Азію, Тихий океан, Центральну Америку, Південну Америку та Атлантичний океан.
На території Судану паралель визначає межу між поширенням християнства та ісламу. За свідченням Елізи Грісволд, британці наприкінці XIX століття розглядали цю широту як кордон між "справжньою" Африкою та зоною ісламу; тут була проведена стратегічна лінія поділу між англійською та французькою Африкою після поразки французької сторони у "битві за Африку" в 1898 році. Як зазначає Грісволд, ніхто точно не знає, чому саме ця паралель була обрана для розділу (можливо, кругле число просто привернуло увагу колонізаторів), але вже в 1905 році генерал-губернатор Судану Реджинальд Вінгейт з метою запобігти повторенню мусульманського повстання видав указ, що забороняв християнським місіонерам перетинати цю лінію в північному напрямку, а пізніше він також заборонив подорожі мусульман на південь.
У XIX столітті через паралель пройшла частина кордону між колоніальними володіннями Великої Британії та Франції а Західній Африці. Наразі через неї проходить частина кордону між Сьєрра-Леоне та Гвінеєю..

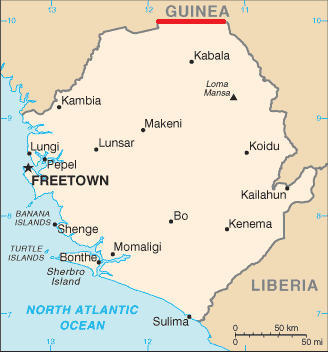
Через 10-ту паралель північної широти проходить частина північного кордону Сьєрра-Леоне з Гвінеєю

На честь паралелі названа протока Десятого градуса в Індійському океані. 
Уздовж паралелі проходить так звана "10-та магістраль" (англ. Highway 10) — повітряний маршрут, яким транспортується до половини наркотиків, що доставляють із Південної Америки через Африку до Європи. Це пов'язано з тим, що у цих широтах Африка та Південна Америка найбільш близькі.
На цій широті під час літнього сонцестояння сонце видно 12 годин 43 хвилини, а під час зимового сонцестояння — 11 годин 33 хвилини. 21 червня максимальна висота Сонця становить 103,44°, а 21 грудня - 56,56°. Влітку та восени на цій широті закінчується зона північних пасатів (взимку безвітряна зона зсувається на південь, до 5-тої паралелі північної широти).

## Список географічних об'єктів, що перетинає 10° пн. ш.
Починаючи з Гринвіцького меридіану та рухаючись на схід, 10-та паралель північної широти проходить через:
| Координати                                                   | Країна, територія або море                   | Примітки |
| ------------------------------------------------------------ | -------------------------------------------- | --- |
| 10°0′ пн. ш. 0°0′ сх. д. / 10.000° пн. ш. 0.000° сх. д.      | Гана                                         | |
| 10°0′ пн. ш. 0°21′ сх. д. / 10.000° пн. ш. 0.350° сх. д.     | Того                                         | |
| 10°0′ пн. ш. 1°21′ сх. д. / 10.000° пн. ш. 1.350° сх. д.     | Бенін                                        | |
| 10°0′ пн. ш. 3°37′ сх. д. / 10.000° пн. ш. 3.617° сх. д.     | Нігерія                                      | |
| 10°0′ пн. ш. 13°15′ сх. д. / 10.000° пн. ш. 13.250° сх. д.   | Камерун                                      | |
| 10°0′ пн. ш. 14°17′ сх. д. / 10.000° пн. ш. 14.283° сх. д.   | Чад                                          | |
| 10°0′ пн. ш. 14°32′ сх. д. / 10.000° пн. ш. 14.533° сх. д.   | Камерун                                      | |
| 10°0′ пн. ш. 15°41′ сх. д. / 10.000° пн. ш. 15.683° сх. д.   | Чад                                          | |
| 10°0′ пн. ш. 21°23′ сх. д. / 10.000° пн. ш. 21.383° сх. д.   | Центральноафриканська Республіка             | |
| 10°0′ пн. ш. 23°36′ сх. д. / 10.000° пн. ш. 23.600° сх. д.   | Судан                                        | |
| 10°0′ пн. ш. 25°0′ сх. д. / 10.000° пн. ш. 25.000° сх. д.    | Південний Судан                              | |
| 10°0′ пн. ш. 26°7′ сх. д. / 10.000° пн. ш. 26.117° сх. д.    | Судан                                        | |
| 10°0′ пн. ш. 27°50′ сх. д. / 10.000° пн. ш. 27.833° сх. д.   | Аб'єй                                        | Контролюється Суданом, претендує Південний Судан                                                                                       |
| 10°0′ пн. ш. 29°0′ сх. д. / 10.000° пн. ш. 29.000° сх. д.    | Судан                                        | |
| 10°0′ пн. ш. 29°32′ сх. д. / 10.000° пн. ш. 29.533° сх. д.   | Південний Судан                              | |
| 10°0′ пн. ш. 30°28′ сх. д. / 10.000° пн. ш. 30.467° сх. д.   | Судан                                        | |
| 10°0′ пн. ш. 31°30′ сх. д. / 10.000° пн. ш. 31.500° сх. д.   | Південний Судан                              | |
| 10°0′ пн. ш. 34°0′ сх. д. / 10.000° пн. ш. 34.000° сх. д.    | Судан                                        | |
| 10°0′ пн. ш. 34°13′ сх. д. / 10.000° пн. ш. 34.217° сх. д.   | Ефіопія                                      | |
| 10°0′ пн. ш. 43°3′ сх. д. / 10.000° пн. ш. 43.050° сх. д.    | Сомалі                                       | Проходить через Сомаліленд |
| 10°0′ пн. ш. 50°54′ сх. д. / 10.000° пн. ш. 50.900° сх. д.   | Індійський океан                             | Аравійське море Проходить південніше атола Калпені[en], Індія Лаккадівське море                                                        |
| 10°0′ пн. ш. 76°13′ сх. д. / 10.000° пн. ш. 76.217° сх. д.   | Індія                                        | Керала — проходить через Кочі Тамілнад                                                                                                 |
| 10°0′ пн. ш. 79°13′ сх. д. / 10.000° пн. ш. 79.217° сх. д.   | Індійський океан                             | Бенгальська затока Проходить через протоку Десятого градуса[en] (між Андаманськими та Нікобарськими островами, Індія) Андаманське море |
| 10°0′ пн. ш. 98°10′ сх. д. / 10.000° пн. ш. 98.167° сх. д.   | М'янма                                       | Проходить через острів Задечі[en] в архіпелазі М'єй[en]                                                                                |
| 10°0′ пн. ш. 98°15′ сх. д. / 10.000° пн. ш. 98.250° сх. д.   | Індійський океан                             | Андаманське море |
| 10°0′ пн. ш. 98°32′ сх. д. / 10.000° пн. ш. 98.533° сх. д.   | М'янма                                       | Проходить через крайню південну точку континентальної М'янми                                                                           |
| 10°0′ пн. ш. 98°35′ сх. д. / 10.000° пн. ш. 98.583° сх. д.   | Таїланд                                      | Провінції Ранонг та Чумпхон[en] |
| 10°0′ пн. ш. 99°9′ сх. д. / 10.000° пн. ш. 99.150° сх. д.    | Сіамська затока                              | Проходить південніше острова Тау[en], Таїланд Проходить південніше острова Фукуок, В'єтнам                                             |
| 10°0′ пн. ш. 105°5′ сх. д. / 10.000° пн. ш. 105.083° сх. д.  | В'єтнам                                      | |
| 10°0′ пн. ш. 106°39′ сх. д. / 10.000° пн. ш. 106.650° сх. д. | Південнокитайське море                       | Проходить через спірні острови Спратлі                                                                                                 |
| 10°0′ пн. ш. 118°38′ сх. д. / 10.000° пн. ш. 118.633° сх. д. | Філіппіни                                    | Проходить через острів Палаван |
| 10°0′ пн. ш. 119°0′ сх. д. / 10.000° пн. ш. 119.000° сх. д.  | Море Сулу                                    | |
| 10°0′ пн. ш. 122°42′ сх. д. / 10.000° пн. ш. 122.700° сх. д. | Філіппіни                                    | Проходить через острів Негрос |
| 10°0′ пн. ш. 123°13′ сх. д. / 10.000° пн. ш. 123.217° сх. д. | Протока Таньон[en]                           | |
| 10°0′ пн. ш. 123°14′ сх. д. / 10.000° пн. ш. 123.233° сх. д. | Філіппіни                                    | Проходить через острів Себу |
| 10°0′ пн. ш. 123°37′ сх. д. / 10.000° пн. ш. 123.617° сх. д. | Протока Себу[en]                             | |
| 10°0′ пн. ш. 124°3′ сх. д. / 10.000° пн. ш. 124.050° сх. д.  | Філіппіни                                    | Проходить через острів Бохоль |
| 10°0′ пн. ш. 124°34′ сх. д. / 10.000° пн. ш. 124.567° сх. д. | Бохольське море                              | Проходить південніше острова Лейте, Філіппіни                                                                                          |
| 10°0′ пн. ш. 125°12′ сх. д. / 10.000° пн. ш. 125.200° сх. д. | Філіппіни                                    | Проходить через острів Панаон[en] |
| 10°0′ пн. ш. 125°17′ сх. д. / 10.000° пн. ш. 125.283° сх. д. | Протока Сурігао[en]                          | |
| 10°0′ пн. ш. 125°30′ сх. д. / 10.000° пн. ш. 125.500° сх. д. | Філіппіни                                    | Проходить через острови Сібанак і Дінагат                                                                                              |
| 10°0′ пн. ш. 125°40′ сх. д. / 10.000° пн. ш. 125.667° сх. д. | Протока Дінагат[en]                          | |
| 10°0′ пн. ш. 126°2′ сх. д. / 10.000° пн. ш. 126.033° сх. д.  | Філіппіни                                    | Проходить через острів Сіаргао[en] |
| 10°0′ пн. ш. 126°5′ сх. д. / 10.000° пн. ш. 126.083° сх. д.  | Тихий океан                                  | |
| 10°0′ пн. ш. 139°37′ сх. д. / 10.000° пн. ш. 139.617° сх. д. | Федеративні Штати Мікронезії                 | Проходить через атол Уліті[en] |
| 10°0′ пн. ш. 139°48′ сх. д. / 10.000° пн. ш. 139.800° сх. д. | Тихий океан                                  | Проходить північніше атола Уджеланг[en], Маршаллові Острови Проходить південніше атола Вото[en], Маршаллові Острови                    |
| 10°0′ пн. ш. 169°1′ сх. д. / 10.000° пн. ш. 169.017° сх. д.  | Маршаллові Острови                           | Проходить через атол Лікієп[en] |
| 10°0′ пн. ш. 169°7′ сх. д. / 10.000° пн. ш. 169.117° сх. д.  | Тихий океан                                  | |
| 10°0′ пн. ш. 85°43′ зх. д. / 10.000° пн. ш. 85.717° зх. д.   | Коста-Рика                                   | Проходить через затоку Нікоя[en] Проходить північніше Сан-Хосе                                                                         |
| 10°0′ пн. ш. 83°2′ зх. д. / 10.000° пн. ш. 83.033° зх. д.    | Карибське море                               | |
| 10°0′ пн. ш. 75°34′ зх. д. / 10.000° пн. ш. 75.567° зх. д.   | Колумбія                                     | |
| 10°0′ пн. ш. 72°58′ зх. д. / 10.000° пн. ш. 72.967° зх. д.   | Венесуела                                    | Проходить через озеро Маракайбо |
| 10°0′ пн. ш. 62°8′ зх. д. / 10.000° пн. ш. 62.133° зх. д.    | Атлантичний океан                            | Проходить південніше острова Тринідад, Тринідад і Тобаго                                                                               |
| 10°0′ пн. ш. 14°2′ зх. д. / 10.000° пн. ш. 14.033° зх. д.    | Гвінея                                       | |
| 10°0′ пн. ш. 11°53′ зх. д. / 10.000° пн. ш. 11.883° зх. д.   | Становить кордон між Гвінеєю та Сьєрра-Леоне | |
| 10°0′ пн. ш. 11°12′ зх. д. / 10.000° пн. ш. 11.200° зх. д.   | Гвінея                                       | |
| 10°0′ пн. ш. 8°8′ зх. д. / 10.000° пн. ш. 8.133° зх. д.      | Кот-д'Івуар                                  | |
| 10°0′ пн. ш. 4°59′ зх. д. / 10.000° пн. ш. 4.983° зх. д.     | Буркіна-Фасо                                 | |
| 10°0′ пн. ш. 2°46′ зх. д. / 10.000° пн. ш. 2.767° зх. д.     | Гана                                         | |